# 요시다 아키오
요시다 아키오(일본어: 吉田 明生, 1986년 12월 3일 ~ )는 일본의 전 축구 선수이다.

## 구단 경력
그는 2014년부터 2022년까지 J리그의 YSCC 요코하마에서 활동하였다.